# Vitalis Owuor
Vitalis Owuor – kenijski piłkarz grający na pozycji obrońcy. W swojej karierze rozegrał 11 meczów w reprezentacji Kenii.

## Kariera reprezentacyjna
W reprezentacji Kenii Owuor zadebiutował 10 listopada 1988 roku w zremisowanym 0:0 meczu Pucharu CECAFA z Tanzanią. 
W 1992 roku powołano go do kadry na Puchar Narodów Afryki 1992, jednak nie zagrał w nim ani razu. Od 1988 do 1991 wystąpił w kadrze narodowej 11 razy.